# Dawn (svemirska letjelica)
Dawn je NASA-ina sonda koja je lansirana 27. rujna 2007. godine s ciljem istraživanje asteroida Ceresa i Veste. Dawn je prva misija koja je posjetila te asteroide i ušla u njihove orbite.

## Misija
Cilj misije bio je utvrditi procese i uvjete koji su vladali u najmlađem razdoblju Sunčeva sustava, detaljnim istraživanjem dva najveća proto-planeta koji su ostali netaknuti od vremena svog nastanka. Ceres i Vesta su dva tijela suprotnih obilježja, što bi moglo biti posljedica toga što su nastali u različitim predjelima ranog Sunčevog sustava. Ceres je, nagađa se, mogao nastati u hladnom i vlažnom okruženju, što je u njemu moglo ostaviti ispodpovršinske vode, dok se Vesta smatra da je nastala vrućim i suhim forimiranjem, što bi za posljedicu moglo imati diferenciranu unutrašnjost i površinsku vulkansku aktivnost. 
Kronologija događaja u misiji Dawn
- Lansiranje - 27. rujna 2007.
- Marsova gravitacijska praćka - 18. veljače 2009.
- Dolazak do Veste - 16. srpnja 2011.
- Polazak prema Ceresu - 5. rujna 2012.
- Dolazak do Ceresa  - 6. ožujka 2015.
- Kraj misije - 1. studenog 2018.

Misiju Dawn vodi znanstvenik Christopher T. Russell. Tvrtka "Orbital Sciences Corporation" je napravila letjelicu, a NASA-in Laboratorij je za mlazni pogon (JPL) isporučio ionske motore. Njemački centar za zračni i svemirski let (DLR) napravio je kameru, talijanska svemirska agencija ASI spektrometar, a Nacionalni laboratorij u Los Alamosu američkog Ministarstva energetike proizveo je spektrometar gama-zraka i neutrona.

## Značaj misije
Dawn je trebao istražiti dva najveća asteroida da bi odgovorio na pitanja o nastanku Sunčevog sustava.
Ceres i Vesta su odabrani kao dva protoplaneta, jedan kao smrznuti, a drugi kao stjenoviti, čije je nastajanje zaustavljeno djelovanjem Jupitera. Oni nam omogućuju bolje razumijevanje procesa formiranja stjenovitih i smrznutih tijela u Sunčevom sustavu te uvjeta uz koje stjenoviti planeti mogu zadržati vodu.
Oba asteroida su nastala u mlađoj povijesti Sunčevog sustava.

## Vanjske poveznice
- Službene stranice misije Dawn